# Бентин, Фредерик
Фре́дерик Уи́льям Бе́нтин (англ. Frederick William Benteen; 24 августа 1834 — 22 июня 1898) —  офицер армии США,  участник Гражданской войны и индейских войн, командир батальона в битве при Литтл-Бигхорн.

## Биография
Фредерик Бентин родился в Питерсберге, штат Виргиния. В XVIII веке предки Бентина эмигрировали из Голландии и обосновались в Бостоне. Его родителями были Теодор Чарлз Бентин и Кэролайн Харгроув из Балтимора. В октябре 1831 года семья Бентинов, после рождения первого ребёнка, переезжает в Виргинию.
В 1849 году семья Фредерика Бентина переезжает в Сент-Луис, Миссури, где он знакомится со своей будущей женой Кэтрин Луизой Норман, недавно прибывшей в Сент-Луис из Филадельфии.
С началом Гражданской войны Бентин вступает в армию северян и 1 сентября 1861 года он становится первым лейтенантом  10-го Кавалерийского полка Миссурийских волонтёров.  Участвовал во многих сражениях Гражданской войны. За боевые заслуги был произведён 27 февраля 1864 года в чин подполковника, а 1 июля 1865 года становится полковником.
После окончания Гражданской войны Фредерик Бентин был назначен капитаном 7-го Кавалерийского полка. В 1876 году участвовал в Великой войне сиу. После гибели Джорджа Кастера в битве при Литтл-Бигхорн продолжил службу в 7-м Кавалерийском полку. В 1877 году участвовал в войне против индейцев не-персе. Позднее, Бентин, произведённый в чин майора, был переведён в 9-й Кавалерийский полк и служил в форте Дюкен, Юта. За злоупотребление спиртным попал под трибунал в 1887 году. Процесс завершился его увольнением из армии. Но президент Гровер Кливленд, прислушавшийся к мнению Джорджа Крука и Фила Шеридана, заменил приговор на годичное отстранение от службы.
По истечении срока наказания 27 апреля 1888 года Бентин получил назначение в форт Ниобрара на территории Небраски, но через три дня подал рапорт об увольнении с военной службы по состоянию здоровья. После демобилизации поселился в Атланте.
17 июня 1898 года Бентина парализовало, а спустя пять дней он скончался. В 1902 году его останки перезахоронили на Арлингтонском военном кладбище.